# Barzdai
Barzdai is een plaats in het Litouwse district Marijampolė. De plaats telt 472 inwoners (2001).

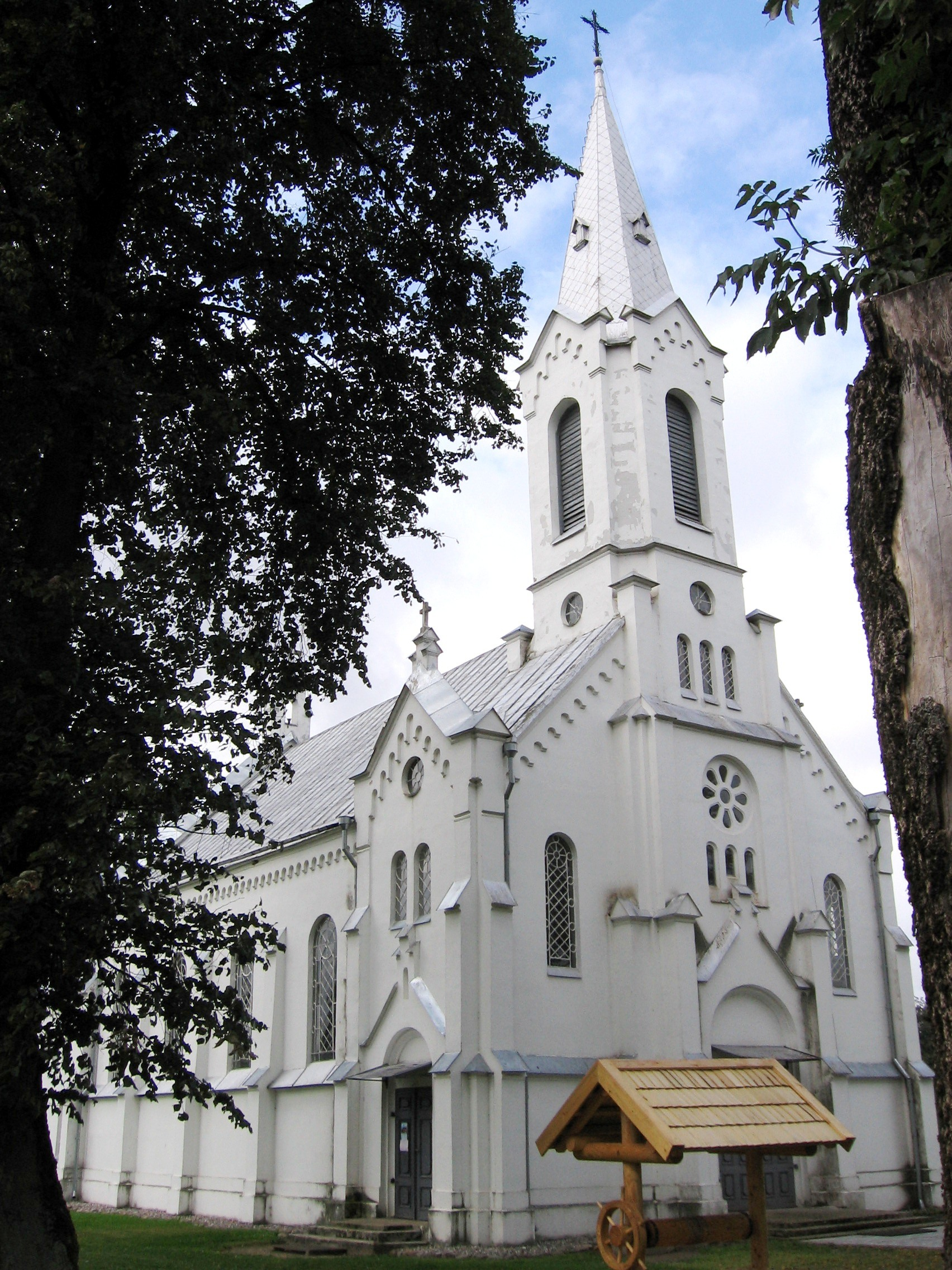
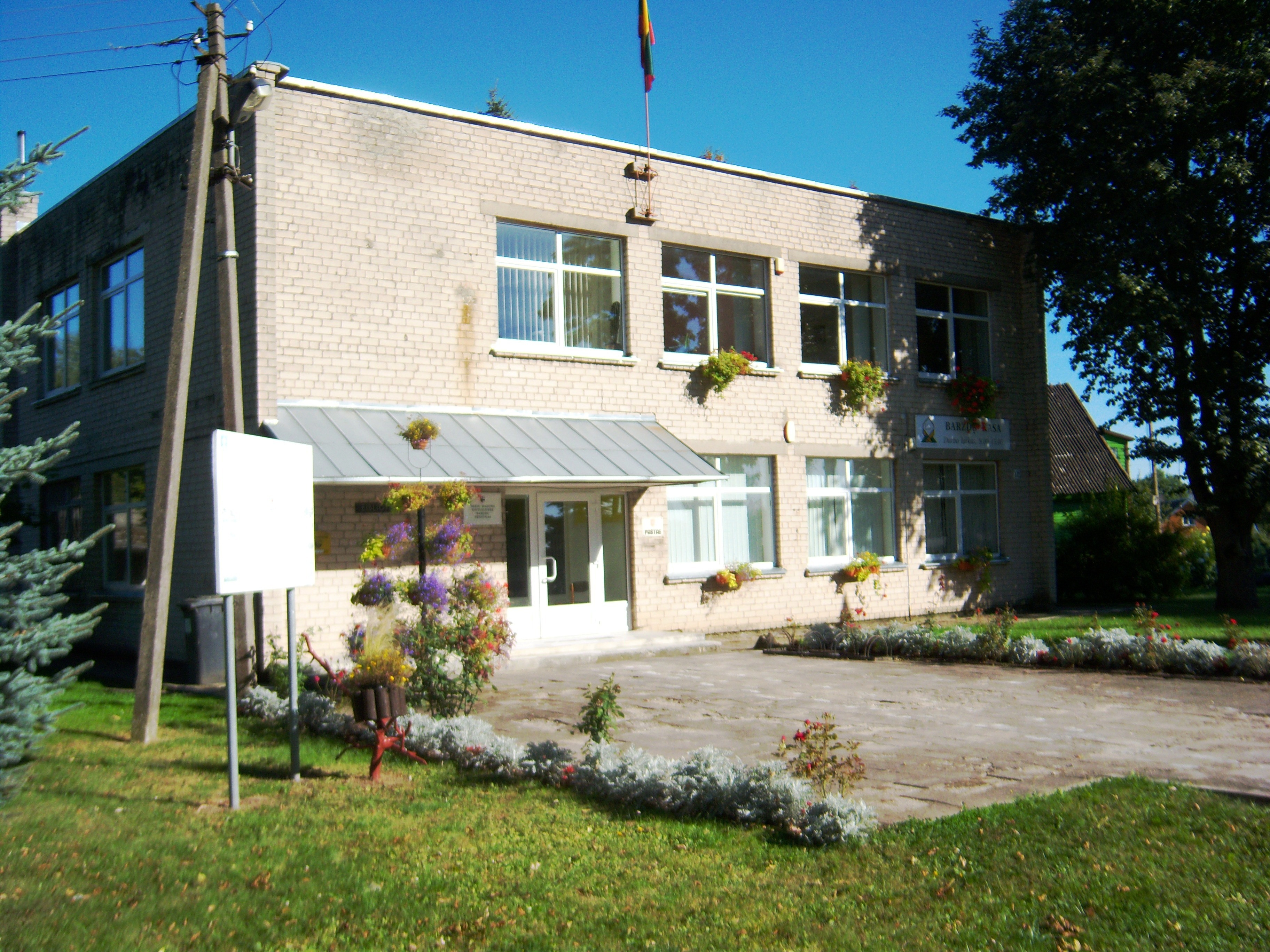
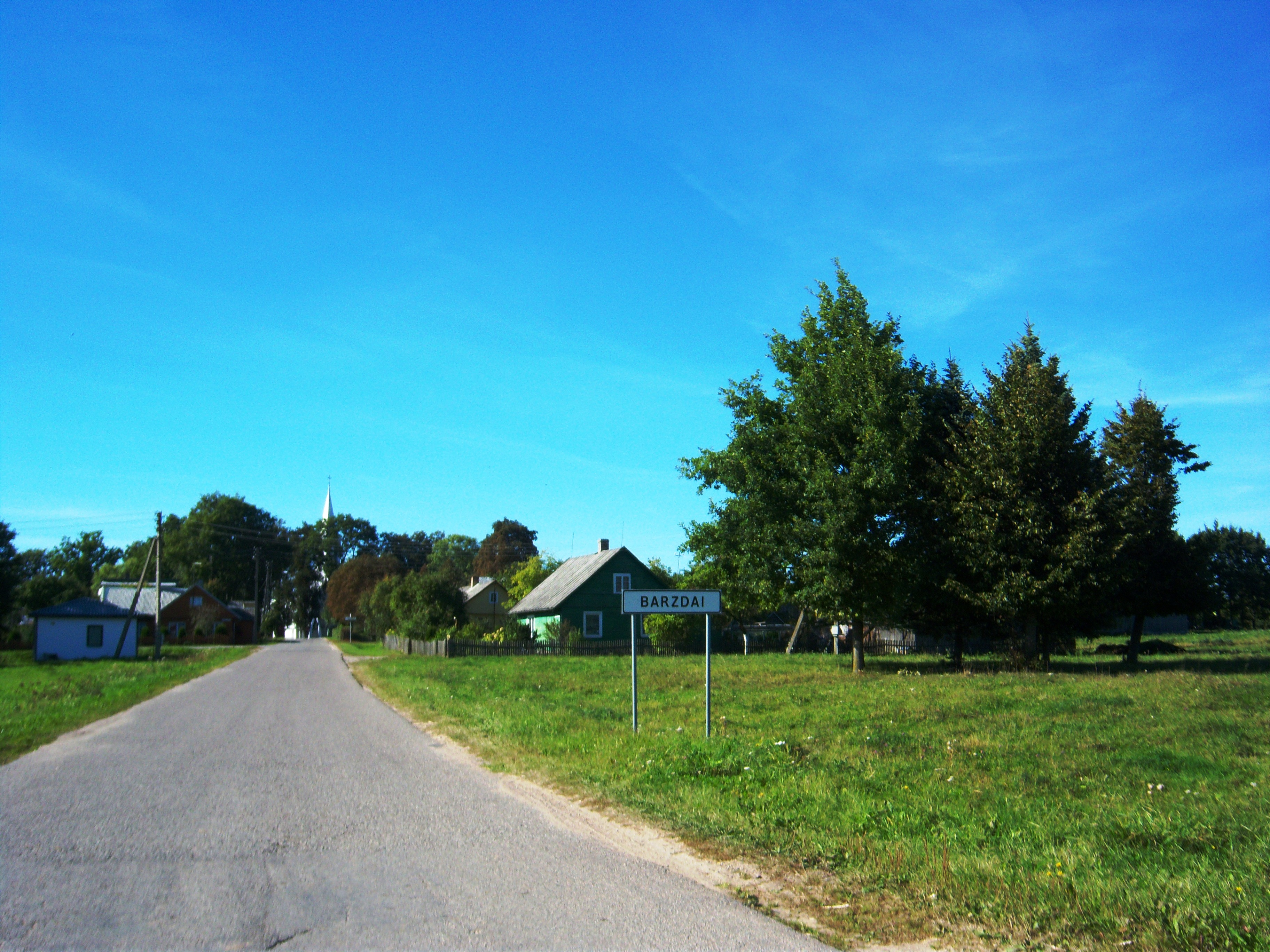